# 楊弘敦
楊弘敦（1956年6月5日—），臺灣物理學者，曾任國立中山大學校長、科技部部長。

## 生平
楊弘敦出生於台灣高雄縣美濃鎮（今高雄市美濃區），臺灣客家人。早年家境清寒，苦讀不倦，美濃國中畢業後，考上屏東師專和台南一中，他選擇念南一中，高中畢業後考上台灣師範大學物理系。因在校成績優異，教授留任助教，後申請到美國愛荷華州立大學獎學金，帶著當助教的儲蓄負笈異鄉，5年後取得物理博士學位，回台後至中山大學任教至今。曾任國科會處長、副主委、國立中山大學校長、科技部部長。

## 言行
楊弘敦表示，國立中山大學已經與中國大陸12所大學簽訂姊妹校，每年吉林大學、廣州中山大學、廈門大學都有5名交換學生到國立中山大學就讀，學術沒有意識形態，教育要一視同仁。
2015年時，楊弘敦曾於大學助理納保爭議中表示：「學校和工廠不同，若因有人檢舉，勞動部就到學校勞檢或開罰單，只會讓學校、學生都變成輸家。」
2023年7月，楊弘敦參加國際電子電機學會演化式計算研討會，其無蝦米式演講大獲好評，學生紛紛表示：「最喜歡楊校長了。」

## 學術專長
- 超導體
- 材料科學
- 電磁學
- 奈米科技

## 學術榮譽
- 中山大學理學院新進人員研究獎（1989年）
- 教育部教學特優獎（1991年）
- 中山大學傑出研究獎（1992年, 2000年）
- 國科會優等研究獎（1991年,1992年,1993年）
- 指導大專生獲國科會大專生暑期論文創作獎（1995年－1999年, 3次）
- 指導學生陳淑女獲中國物理學會年度最佳碩士論文獎（1998年）
- 指導學生張春富獲中國物理學會年度最佳碩士論文獎（2000年）
- 國科會傑出研究獎（2004年）
- 國立台灣師範大學傑出校友（2007年）
- 中華民國物理學會會士（2008年）
- 教育部數學與自然科學學術獎（2021年）
- 教育部第65屆學術獎（2022年）

## 外部連結
- 楊弘敦教授網站 （页面存档备份，存于）
- 楊弘敦 不服輸掌牛哥變大學校長[永久]
- 中山大學校長楊弘敦：陸生台生我們一視同仁 （页面存档备份，存于）
- 蔡英文新政府啟動科技人事布局：科技政委吳政忠、科技部長楊弘敦、經濟部長李世光，網路圈怎麼看？ （页面存档备份，存于）

| 教育職務         | 教育職務                                                 | 教育職務                           |
| ---------------- | -------------------------------------------------------- | ---------------------------------- |
| 中山大學         |                                                          |                                    |
| 前任： 張宗仁    | 中山大學校長 在台復校第六任 2008年10月1日－2016年5月20日 | 繼任： 吳濟華（代理） 正任：鄭英耀 |
| 中華民國政府職務 |                                                          |                                    |
| 行政院           |                                                          |                                    |
| 前任： 徐爵民    | 科技部部長 第三任 2016年5月20日－2017年2月7日            | 繼任： 陳良基                      |